# Slavic Cup w biegach narciarskich
Slavic Cup w biegach narciarskich – rozgrywany corocznie cykl zawodów w biegach narciarskich. Za zajęcie odpowiedniego miejsca w pojedynczych zawodach uczestnik otrzymuje daną liczbę punktów. Po zsumowaniu punktów poszczególnych zawodników z każdego konkursu, tworzona jest klasyfikacja.

## Zasady
Puchar Słowiański jest jedną z aktualnych dziewięciu serii Pucharu Kontynentalnego, są to zawody będący zapleczem Pucharu Świata. Zawody organizuje Międzynarodowa Federacja Narciarska. Startują zawodnicy posiadający muszą posiadać licencję FIS, w Pucharze Słowiańskim mogą startować zawodnicy z Czech, Polski, Słowacji i Węgier mogą osiągnąć udział w Mistrzostwach Świata poprzez swoje rankingi. Od sezonu 2017/2018 reprezentacja Czech startuje w Alpen Cup.

### Punktacja za zawody
Za miejsca zajęte w zawodach Pucharu Słowiańskiego zawodnicy otrzymują punkty według następującej tabeli:
| Miejsce | 1   | 2  | 3  | 4  | 5  | 6  | 7  | 8  | 9  | 10 | 11 | 12 | 13 | 14 | 15 | 16 | 17 | 18 | 19 | 20 | 21 | 22 | 23 | 24 | 25 | 26 | 27 | 28 | 29 | 30 |
| Bieg    | 100 | 80 | 60 | 50 | 45 | 40 | 36 | 32 | 29 | 26 | 24 | 22 | 20 | 18 | 16 | 15 | 14 | 13 | 12 | 11 | 10 | 9  | 8  | 7  | 6  | 5  | 4  | 3  | 2  | 1  |

## Zdobywcy Pucharu Słowiańskiego

### Mężczyźni
| Lp. | Sezon     | I miejsce          | II miejsce               | III miejsce       |
| --- | --------- | ------------------ | ------------------------ | ----------------- |
| 1.  | 2005/2006 | Martin Otčenáš     | Zbyněk Valoušek          | Ondřej Horyna     |
| 2.  | 2006/2007 | Martin Otčenáš     | Dušan Kožíšek Aleš Razým | -                 |
| 3.  | 2007/2008 | Mariusz Michałek   | Václav Kupilík           | Jan Rykr          |
| 4.  | 2008/2009 | Mariusz Michałek   | Petr Novák               | Václav Kupilík    |
| 5.  | 2009/2010 | Mariusz Michałek   | Jan Rykr                 | Krzysztof Stec    |
| 6.  | 2010/2011 | Peter Mlynár       | Maciej Staręga           | Jan Antolec       |
| 7.  | 2011/2012 | Aleš Razým         | Maciej Staręga           | Jan Antolec       |
| 8.  | 2012/2013 | Jiří Horčička      | Ondřej Horyna            | Jan Antolec       |
| 9.  | 2013/2014 | Jakub Gräf         | Jacob Tony Kordač        | Ondřej Horyna     |
| 10. | 2014/2015 | Mateusz Chowaniak  | Paweł Klisz              | Jacob Tony Kordač |
| 11. | 2015/2016 | Miroslav Šulek     | Peter Mlynár             | Andrej Segeč      |
| 12. | 2016/2017 | Adam Fellner       | Dušan Kožíšek            | Jonáš Bešťák      |
| 13. | 2017/2018 | Peter Mlynár       | Mateusz Haratyk          | Andrej Segeč      |
| 14. | 2018/2019 | Ján Koristek       | Dominik Bury             | Paweł Klisz       |
| 15. | 2019/2020 | Mateusz Haratyk    | Kacper Antolec           | Peter Mlynár      |
| 16. | 2020/2021 | Petr Knop          | Paul Constantin Pepene   | Petrică Hogiu     |
| 17. | 2021/2022 | Dominik Bury       | Maciej Staręga           | Mateusz Haratyk   |
| 18. | 2022/2023 | Dmytro Drahun      | Andrej Renda             | Matej Horniak     |
| 19. | 2023/2024 | Andrej Renda       | Mateusz Haratyk          | Michał Skowron    |
| 20. | 2024/2025 | Dmytro Romanczenko | Dmytro Drahun            | Rusłan Denysenko  |

### Kobiety
| Lp. | Sezon     | I miejsce            | II miejsce                         | III miejsce                       |
| --- | --------- | -------------------- | ---------------------------------- | --------------------------------- |
| 1.  | 2005/2006 | Sylwia Jaśkowiec     | Alena Procházková                  | Kornelia Marek                    |
| 2.  | 2006/2007 | Katarína Garajová    | Eva Nývltová                       | Katarina Johansen                 |
| 3.  | 2007/2008 | Justyna Kowalczyk    | Klára Moravcová                    | Eva Skalníková                    |
| 4.  | 2008/2009 | Klára Moravcová      | Eva Skalníková                     | Kamila Rajdlová                   |
| 5.  | 2009/2010 | Katarína Garajová    | Martina Chrástková                 | Klára Moravcová                   |
| 6.  | 2010/2011 | Justyna Mordarska    | Ewelina Marcisz                    | Lucia Klimková                    |
| 7.  | 2011/2012 | Agnieszka Szymańczak | Anna Staręga                       | Justyna Mordarska                 |
| 8.  | 2012/2013 | Daniela Kotschová    | Agnieszka Szymańczak               | Martyna Galewicz                  |
| 9.  | 2013/2014 | Sandra Schützová     | Eliška Hájekova                    | Klára Moravcová                   |
| 10. | 2014/2015 | Magdalena Kozielska  | Sandra Schützová                   | Barbora Klementová                |
| 11. | 2015/2016 | Barbora Klementová   | Marcela Marcisz                    | Martyna Galewicz                  |
| 12. | 2016/2017 | Urszula Łętocha      | Anna Sixtova                       | Eva Kubišová                      |
| 13. | 2017/2018 | Eliza Rucka          | Urszula Łętocha                    | Alena Procházková                 |
| 14. | 2018/2019 | Izabela Marcisz      | Eliza Rucka                        | Agata Warło                       |
| 15. | 2019/2020 | Magdalena Kobielusz  | Barbora Klementová                 | Karolina Kaleta Kristina Sivokova |
| 16. | 2020/2021 | Karolina Kaleta      | Alena Procházková Patrīcija Eiduka | -                                 |
| 17. | 2021/2022 | Karolina Kukuczka    | Monika Skinder                     | Izabela Marcisz                   |
| 18. | 2022/2023 | Daria Szkuriat       | Andżelika Szyszka                  | Barbora Klementová                |
| 19. | 2023/2024 | Wiktorija Ołech      | Andżelika Szyszka                  | Magdalena Kobielusz               |
| 20. | 2024/2025 | Anastasija Nikon     | Marija Pawłenko                    | Wiktorija Ołech                   |

## Miejsca rozgrywania zawodów Pucharu Słowiańskiego w Polsce
| Miejscowość           | Sezony |
| --------------------- | --- |
| Zakopane (17)         | 2005/2006, 2006/2007, 2007/2008, 2008/2009, 2009/2010, 2010/2011, 2011/2012, 2012/2013, 2013/2014, 2014/2015, 2015/2016, 2016/2017, 2017/2018, 2018/2019, 2019/2020, 2020/2021, 2021/2022. |
| Wisła/ Kubalonka (10) | 2008/2009, 2009/2010, 2010/2011, 2011/2012, 2012/2013, 2013/2014, 2014/2015, 2017/2018, 2018/2019, 2019/2020.                                                                              |